# プライマル・スクリーム (アルバム)
『プライマル・スクリーム』(Primal Scream) は、イギリスのロックバンド、プライマル・スクリームが1989年に発表したアルバム。通算2作目。セールス的には成功しなかったが、「アイム・ルージング・モア・ザン・アイル・エヴァー・ハヴ」を大幅にリミックスした「ローデッド」がシングル・ヒットし、次作『スクリーマデリカ』に改めて収録された。

## 収録曲
| 全作詞・作曲: ボビー・ギレスピー/アンドリュー・イネス/ロバート・ヤング。 |                                                                                                 |                                                          |                                                          |      |
| #                                                                        | タイトル                                                                                        | 作詞                                                     | 作曲・編曲                                               | 時間 |
| 1.                                                                       | 「アイヴィ・アイヴィ・アイヴィ」(Ivy Ivy Ivy)                                                   | ボビー・ギレスピー/アンドリュー・イネス/ロバート・ヤング | ボビー・ギレスピー/アンドリュー・イネス/ロバート・ヤング | 3:07 |
| 2.                                                                       | 「ユー・アー・ジャスト・デッド・スキン・トゥ・ミー」(You're Just Dead Skin to Me)               | ボビー・ギレスピー/アンドリュー・イネス/ロバート・ヤング | ボビー・ギレスピー/アンドリュー・イネス/ロバート・ヤング | 4:42 |
| 3.                                                                       | 「シー・パワー」(She Power)                                                                     | ボビー・ギレスピー/アンドリュー・イネス/ロバート・ヤング | ボビー・ギレスピー/アンドリュー・イネス/ロバート・ヤング | 3:10 |
| 4.                                                                       | 「ユーアー・ジャスト・トゥ・ダーク・トゥ・ケア」(You're Just Too Dark to Care)                  | ボビー・ギレスピー/アンドリュー・イネス/ロバート・ヤング | ボビー・ギレスピー/アンドリュー・イネス/ロバート・ヤング | 3:09 |
| 5.                                                                       | 「アイム・ルージング・モア・ザン・アイル・エヴァー・ハヴ」(I'm Losing More Than I'll Ever Have) | ボビー・ギレスピー/アンドリュー・イネス/ロバート・ヤング | ボビー・ギレスピー/アンドリュー・イネス/ロバート・ヤング | 5:11 |
| 6.                                                                       | 「ギミー・ギミー・ティーンエイジ・ヘッド」(Gimme Gimme Teenage Head)                            | ボビー・ギレスピー/アンドリュー・イネス/ロバート・ヤング | ボビー・ギレスピー/アンドリュー・イネス/ロバート・ヤング | 2:30 |
| 7.                                                                       | 「ローン・スター・ガール」(Lone Star Girl)                                                      | ボビー・ギレスピー/アンドリュー・イネス/ロバート・ヤング | ボビー・ギレスピー/アンドリュー・イネス/ロバート・ヤング | 3:14 |
| 8.                                                                       | 「キル・ザ・キング」(Kill the King)                                                             | ボビー・ギレスピー/アンドリュー・イネス/ロバート・ヤング | ボビー・ギレスピー/アンドリュー・イネス/ロバート・ヤング | 3:30 |
| 9.                                                                       | 「スウィート・プリティ・シング」(Sweet Pretty Thing)                                            | ボビー・ギレスピー/アンドリュー・イネス/ロバート・ヤング | ボビー・ギレスピー/アンドリュー・イネス/ロバート・ヤング | 2:20 |
| 10.                                                                      | 「ジーザス・キャント・セイヴ・ミー」(Jesus Can't Save Me)                                       | ボビー・ギレスピー/アンドリュー・イネス/ロバート・ヤング | ボビー・ギレスピー/アンドリュー・イネス/ロバート・ヤング | 1:45 |